# Cenocoelius tenuicornis
Cenocoelius tenuicornis är en stekelart som först beskrevs av Sievert Allen Rohwer 1914.  Cenocoelius tenuicornis ingår i släktet Cenocoelius och familjen bracksteklar. Inga underarter finns listade.